# فرناندو دی لئو
فرناندو دی لئو (ایتالیایی: Fernando Di Leo؛ ‏ ۱۱ ژانویهٔ ۱۹۳۲ – ۲ دسامبر ۲۰۰۳) کارگردان فیلم و فیلم‌نامه‌نویس ایتالیایی بود که آثارش بر کارگردانانی همچون کوئنتین تارانتینو و جان وو تأثیر گذاشت. او بیشتر به نویسندگی فیلم‌نامه آثار وسترن اسپاگتی و کارگردانی فیلمهای پلیسی-جنایی موسوم به پُلیتسیوتِسکی می‌پرداخت. او مابین سال‌های ۱۹۶۴ تا ۱۹۸۵ میلادی، ۱۷ فیلم کارگردانی کرد و ۵۰ فیلم‌نامه‌ نوشت.
از فیلم‌هایی که در آن نقش داشته می‌توان به اغواگری، بسوز، پسر، بسوز، بیست‌ساله بودن، ارتباط ایتالیایی، به خاطر چند دلار بیشتر، هتل اسلاتر، کالیبر ۹، الماس‌های آغشته به خون، تپانچه‌های پُر و هفت تپانچه برای خانواده مک‌گرگور اشاره کرد.